# Поль Гаварни
Поль Гаварни, собственно Ипполит Сюльпис Гийом Шевалье (фр. Paul Gavarni, Hippolyte Sulpice Guillaume Chevalier, 13 января 1804, Париж — 23 ноября 1866, там же) — французский график, карикатурист, художник книги.

## Биография

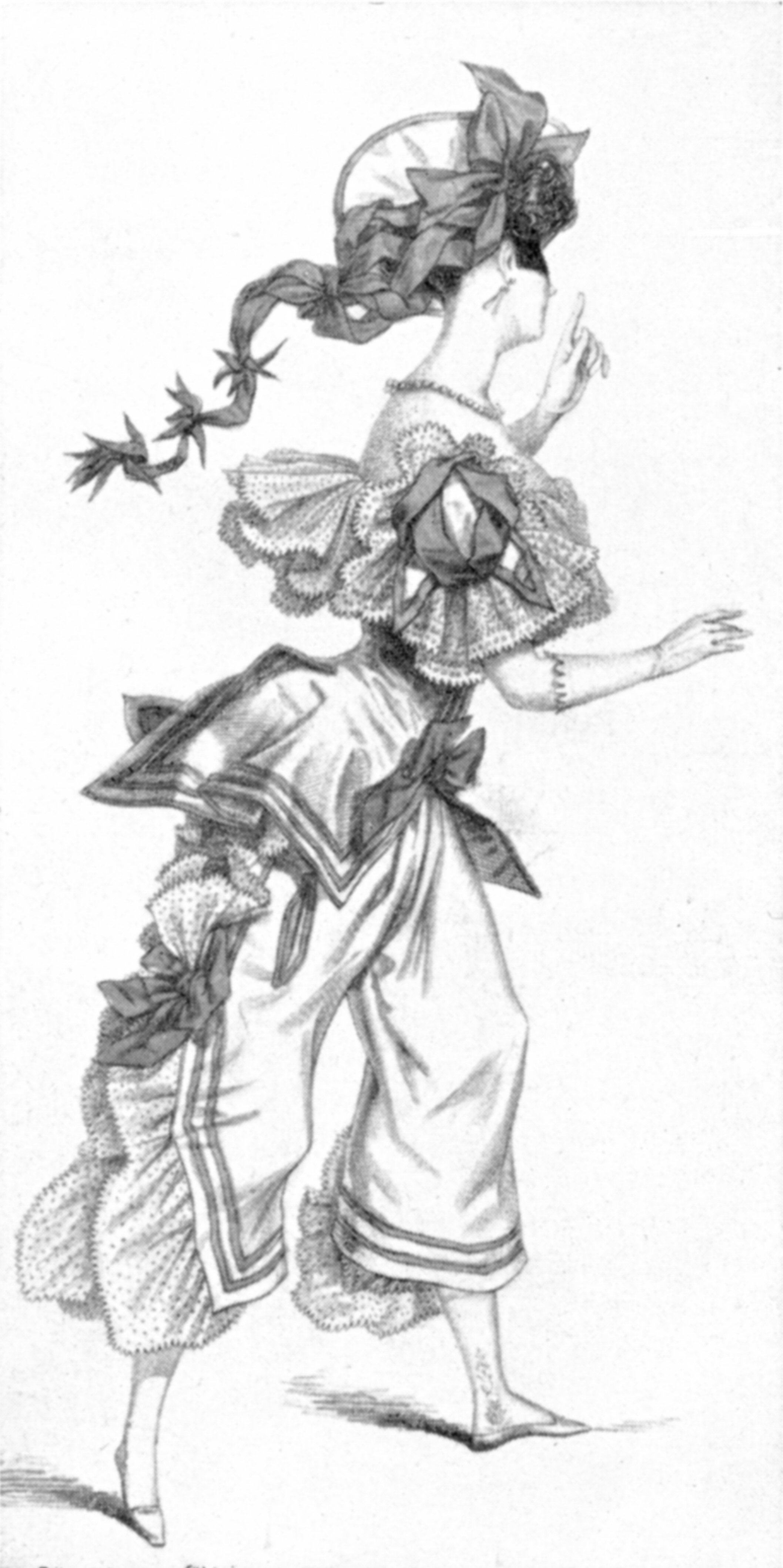
Гаварни. Маска, 1831

Из бедной семьи. Работал на фабрике, параллельно занимался в бесплатной художественной школе. Был замечен Эмилем Жирарденом, стал публиковаться в его еженедельном журнале мод «Мода», печатался также в Шаривари, Артист, Иллюстрасьон и другой популярной прессе эпохи. Иллюстрировал романы Бальзака и Эжена Сю, новеллы Гофмана.
Избрал псевдоним по названию живописной деревушки в департаменте Верхние Пиренеи на границе с Испанией, где он в молодости некоторое время работал.
Вместе с Гранвилем участвовал в коллективных сборниках сатирических рассказов и очерков «Дьявол в Париже», которые издавал Пьер-Жюль Этцель и где печатались Бальзак, Жорж Санд, Шарль Нодье. Одна из любимых тем графики Гаварни — парижские карнавалы и, среди других, девицы в костюме дебардёра (грузчика) — тельнике без рукавов с глубоким вырезом и облегающих панталонах (вне рамок карнавала женщина во Франции, желавшая появиться на публике в панталонах, должна была получить специальное разрешение полиции). Гаварни издал альбом гравюр под таким названием (1848); девушка в дебардёре изображена на цоколе его памятника, установленного в Париже на площади Сен-Жорж (IX округ).
Ш. Бодлер, отмечая талант Гаварни (который, по его мнению, «не только карикатурист и даже не только художник, но также и литератор»), но при этом отдавая предпочтение творениям О. Домье, писал в своей статье «О некоторых французских карикатуристах» (1857):
Многие отдают предпочтение Гаварни перед Домье, и тут нет ничего удивительного. Как художник Гаварни менее значителен и потому более доступен. Гений Домье отличается искренностью и свободой. Снимите подписи у его литографий, и они останутся столь же ясными и полноценными. Совсем не то у Гаварни: у него равнозначно и то и другое, и рисунок и подпись. Кроме того, Гаварни по сути своей вовсе не сатирик; он чаще льстит, чем язвит, он поощряет, а не осуждает.
В 1847—1851 работал в Великобритании. В последние годы жизни почти забросил рисование, заинтересовался научными открытиями, увлёкся воздухоплаванием.

## Известность
Первая монография о художнике принадлежит братьям Гонкур, которые с ним дружили (1873, переизд. 1925, 1986), также он часто появляется на страницах общего для писателей «Дневника». По мнению А. Франса, в их описании («По поводу дневника братьев Гонкур»):
Гаварни предстает в «Дневнике» человеком почти равным великим художникам Возрождения. Он живописец, философ, математик, и всё, что он говорит, полно своеобразия и глубины. Он мыслит, и это вызывает удивление, ибо в мире художников обычно довольствуются тем, что умеют видеть и чувствовать.
Шарль Бодлер в статье «Поэт современной жизни» (1863) описывает Гаварни под именем г-н Г.
От названия литографической серии художника произошло выражение «еnfant terrible», распространившееся во многих языках.